# Luis Mariano Montemayor

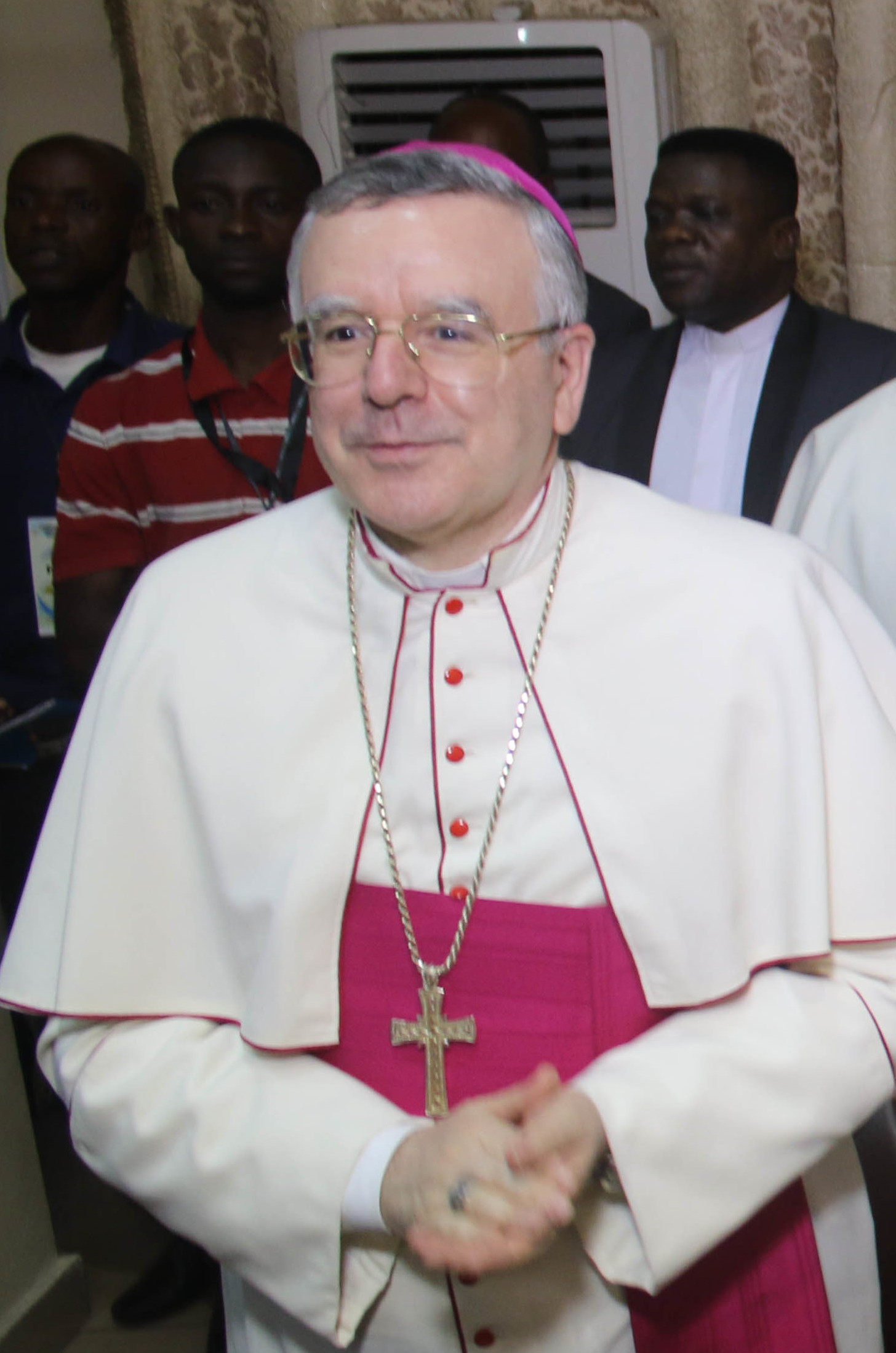
Montemayor (2016)

Wappen von Luis Mariano Montemayor

Luis Mariano Montemayor (* 16. März 1956 in Buenos Aires, Argentinien) ist römisch-katholischer Erzbischof und Diplomat des Heiligen Stuhls.

## Leben
Luis Mariano Montemayor empfing am 15. November 1985 durch den Erzbischof von Buenos Aires, Juan Carlos Kardinal Aramburu, das Sakrament der Priesterweihe für das Erzbistum Buenos Aires.
Am 19. Juni 2008 ernannte ihn Papst Benedikt XVI. zum Titularerzbischof von Illici und bestellte ihn zum Apostolischen Nuntius im Senegal und in Kap Verde sowie zum Apostolischen Delegaten in Mauretanien. Die Bischofsweihe spendete ihm am 6. August desselben Jahres der Sekretär für die Beziehungen mit den Staaten im Staatssekretariat, Kurienerzbischof Dominique Mamberti; Mitkonsekratoren waren der Bischof von San Rafael, Eduardo Maria Taussig, und der Erzbischof von Buenos Aires, Jorge Mario Bergoglio SJ. Am 17. September 2008 wurde Luis Mariano Montemayor zudem Apostolischer Nuntius in Guinea-Bissau.
Papst Franziskus ernannte ihn am 22. Juni 2015 zum Apostolischen Nuntius in der Demokratischen Republik Kongo. Am 27. September 2018 ernannte ihn Papst Franziskus zum Apostolischen Nuntius in Kolumbien. Am 25. Februar 2023 wurde er zum Apostolischen Nuntius in Irland ernannt.